# Iberia Express

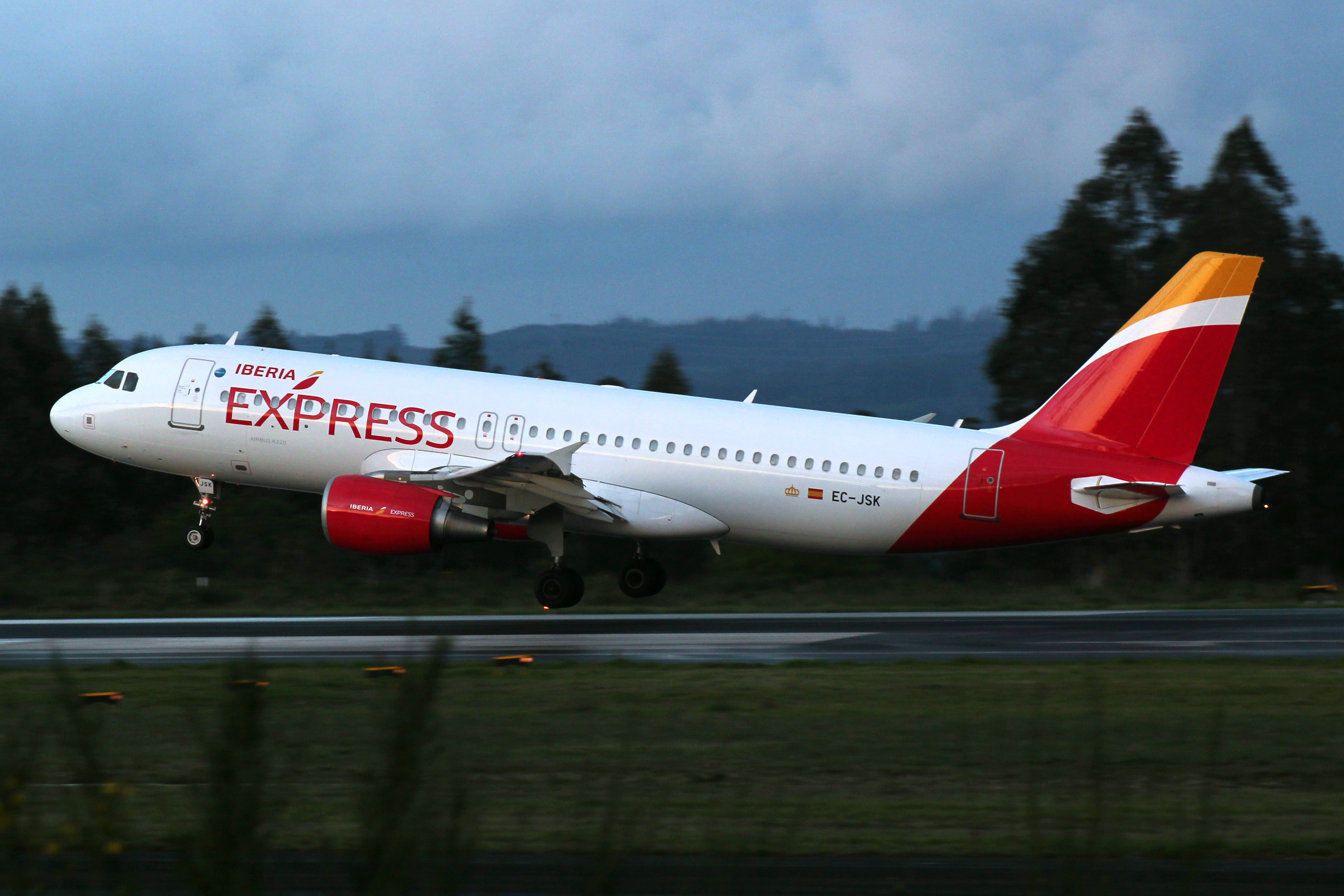
Airbus A320-211 de Iberia Express en el Aeropuerto de Santiago-Rosalía de Castro.

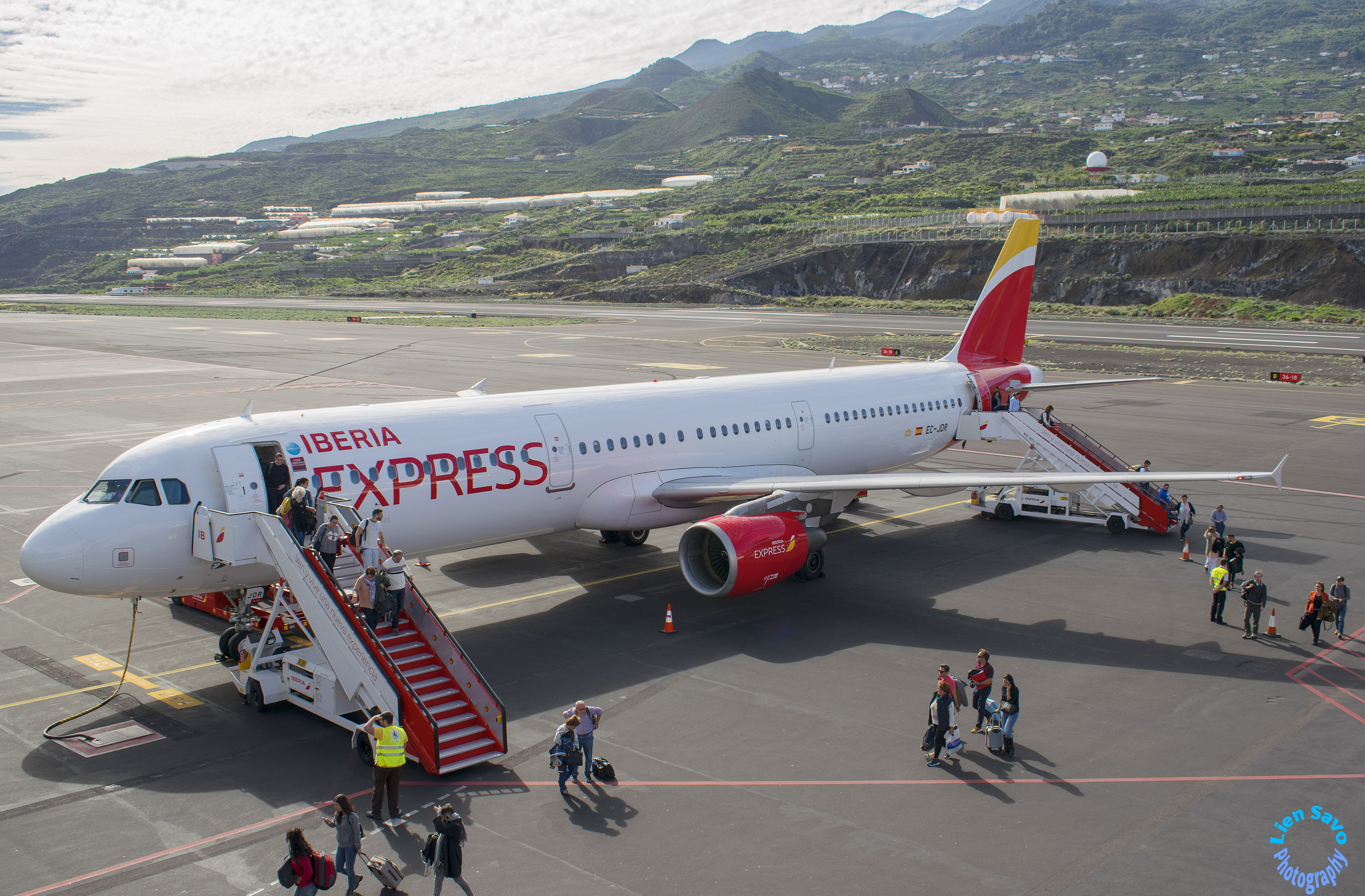
Airbus A321-200 de Iberia Express en el Aeropuerto de La Palma.

Compañía Operadora de Corto y Medio Radio Iberia Express S.A.U, más conocida como Iberia Express (IATA: I2, OACI: IBS, e indicativo IBEREXPRESS) es una aerolínea española propiedad de Iberia. Se trata de una aerolínea de bajo coste que realiza vuelos de corta y media distancia. Su creación fue aprobada por el Consejo de Administración de International Airlines Group el 6 de octubre de 2011.
La compañía posee un Certificado de Operador Aéreo de categoría A, expedido por la Agencia Estatal de Seguridad Aérea, que le permite transportar pasajeros, carga y correo en aeronaves con más de 20 plazas.

## Historia

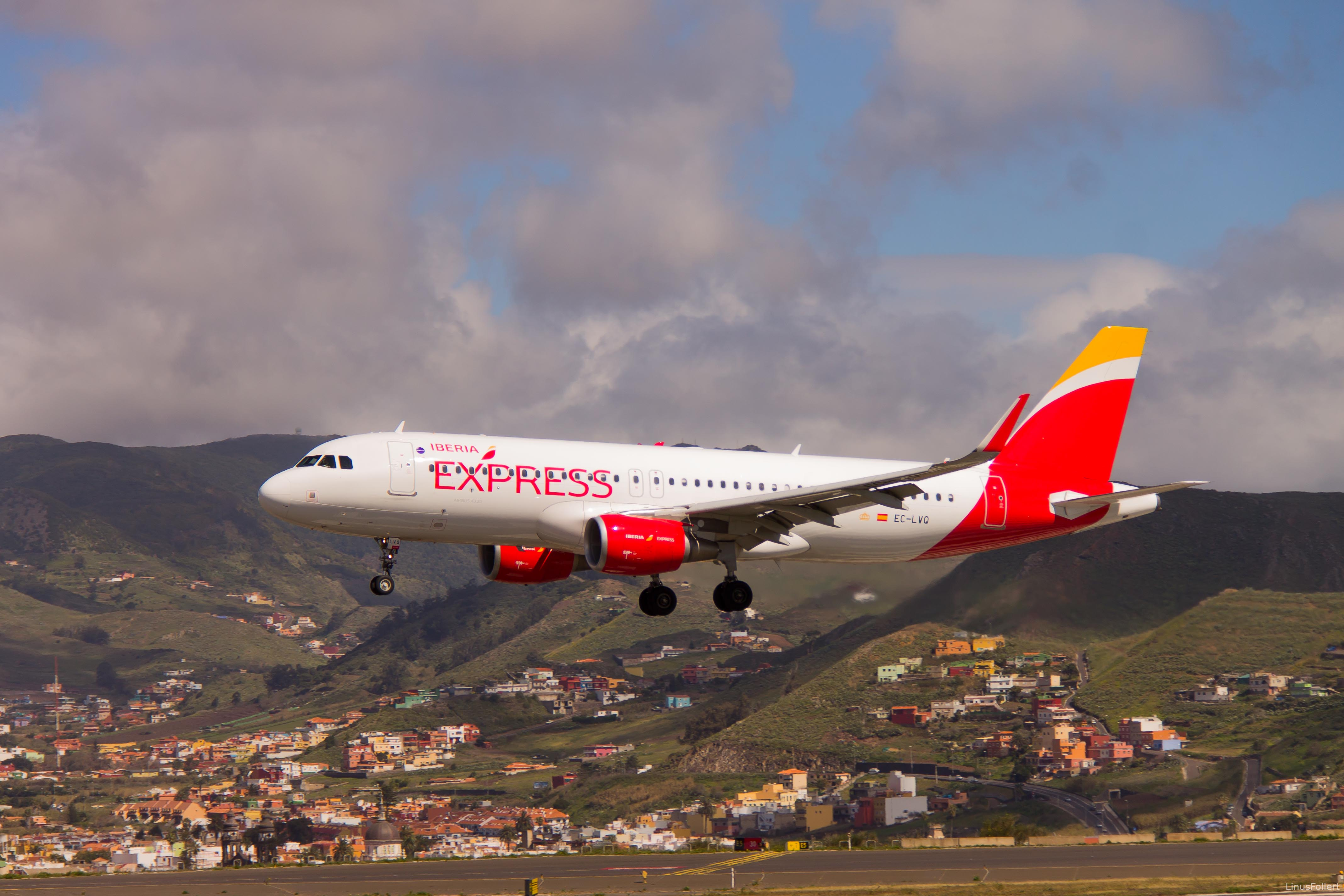
Airbus A320-216 de Iberia Express aterrizando en el Aeropuerto Tenerife Norte.

La aerolínea surgió como un proyecto para operar las rutas de corto y medio radio en el mercado español y europeo desde el centro de conexión de Iberia en el aeropuerto de Madrid-Barajas, así como para nutrir las rutas de largo radio de Iberia. Según la dirección de la compañía, Iberia Express tendrá unos costes de operación más bajos, unos costes laborales que serán menores y todos los empleados de la nueva aerolínea serán de nueva contratación. Las tareas de mantenimiento y el handling serán proporcionadas, al menos inicialmente, por la matriz. Según los datos económicos anunciados por IAG, está presupuestado que Iberia Express permita ahorrar unos 100 millones de euros al año a su matriz, a partir de 2015.
Poco después del anuncio de creación de Iberia Express, desde el Sindicato Español de Pilotos de Líneas Aéreas (SEPLA), criticaron la medida ya que consideran que no es nueva. Citan que anteriores iniciativas similares como Viva Air, Binter Mediterráneo o Clickair hicieron perder cerca de 200 millones de euros a Iberia. También el SEPLA afirmó que el objetivo final que existe detrás de la creación de esta aerolínea es la entregar y regalar la matriz Iberia a la aerolínea británica British Airways. Diversos medios han recogido que durante los primeros meses desde que se hizo efectivo el proceso de integración se ha favorecido a British Airways, la cual aumentó su cuota de mercado un 23% en España, en detrimento de Iberia, que ha reducido su cuota en más un 15%, siendo la caída del 4,6% si se suman los datos de la franquicia Iberia Regional-Air Nostrum y de la aerolínea participada Vueling.
Estos hechos llevaron a las centrales sindicales de Iberia a la convocatoria de varias jornadas de huelga, que implícitamente condujeron a la cancelación de vuelos. Según los datos aportados por IAG, cada jornada de paro supuso una pérdida de 3 millones de euros en los resultados operativos de Iberia. Ante este situación, el Ministerio de Fomento de España decidió intervenir para lograr un acuerdo entre las partes, designando como mediador a Manuel Pimentel.

## Destinos
Iberia Express opera desde su base principal en el aeropuerto de Madrid-Barajas los siguientes destinos:
| Países       | Destinos          | Aeropuertos                                   | Notas                 |
| Nacionales   | Nacionales        | Nacionales                                    | Nacionales            |
| ------------ | ----------------- | --------------------------------------------- | --------------------- |
| España       | Fuerteventura     | Aeropuerto de Fuerteventura                   |                       |
| España       | Gran Canaria      | Aeropuerto de Gran Canaria                    |                       |
| España       | Ibiza             | Aeropuerto de Ibiza                           |                       |
| España       | Lanzarote         | Aeropuerto César Manrique-Lanzarote           |                       |
| España       | La Palma          | Aeropuerto de La Palma                        |                       |
| España       | Madrid            | Aeropuerto Adolfo Suárez Madrid-Barajas       | Centro de Operaciones |
| España       | Málaga            | Aeropuerto de Málaga-Costa del Sol            |                       |
| España       | Menorca           | Aeropuerto de Menorca                         | Estacional            |
| España       | Palma de Mallorca | Aeropuerto de Palma de Mallorca               |                       |
| España       | Sevilla           | Aeropuerto de Sevilla                         |                       |
| España       | Tenerife          | Aeropuerto de Tenerife Norte                  |                       |
| España       | Tenerife          | Aeropuerto de Tenerife Sur                    |                       |
| África       |                   |                                               |                       |
| Egipto       | El Cairo          | Aeropuerto Internacional de El Cairo          |                       |
| Marruecos    | Marrakech         | Aeropuerto de Marrakech-Menara                |                       |
| Asia         |                   |                                               |                       |
| Israel       | Tel Aviv          | Aeropuerto de Tel Aviv-Ben Gurión             |                       |
| Europa       |                   |                                               |                       |
| Alemania     | Berlín            | Aeropuerto de Berlín-Brandeburgo Willy Brandt |                       |
| Francia      | Lyon              | Aeropuerto de Lyon-Saint Exupéry              |                       |
| Irlanda      | Dublín            | Aeropuerto de Dublin                          |                       |
| Islandia     | Reykjavík         | Aeropuerto de Reykjavík                       | Estacional            |
| Italia       | Bari              | Aeropuerto de Bari-Palese                     | Estacional            |
| Italia       | Cagliari          | Aeropuerto de Cagliari-Elmas                  | Estacional            |
| Italia       | Nápoles           | Aeropuerto de Nápoles-Capodichino             |                       |
| Italia       | Palermo           | Aeropuerto de Palermo-Punta Raisi             | Estacional            |
| Grecia       | Cefalonia         | Aeropuerto de Cefalonia                       | Estacional            |
| Grecia       | Santorini         | Aeropuerto de Santorini                       | Estacional            |
| Grecia       | Heraclión         | Aeropuerto de Heraklion Nikos Kazantzakis     | Estacional            |
| Grecia       | Miconos           | Aeropuerto de Miconos                         | Estacional            |
| Malta        | Luqa              | Aeropuerto de Malta                           | Estacional            |
| Países Bajos | Ámsterdam         | Aeropuerto de Ámsterdam-Schipiol              |                       |
| Polonia      | Cracovia          | Aeropuerto de Cracovia-Juan Pablo II          | Estacional            |
| Reino Unido  | Edimburgo         | Aeropuerto de Edimburgo                       | Estacional            |
| Reino Unido  | Londres           | Aeropuerto de Londres-Gatwick                 |                       |
| Reino Unido  | Mánchester        | Aeropuerto de Mánchester                      |                       |
| Rumania      | Bucarest          | Aeropuerto de Bucarest-Henri Coandă           | Estacional            |

## Flota
La flota de Iberia Express está constituida únicamente por aviones Airbus A320 y A321neo. Inicialmente se incorporaron a la flota cuatro aeronaves de este tipo, procedentes de la flota de Iberia, con la previsión de que fuesen 14 a finales de 2012.
| Aeronaves       | En servicio | Pedidos | Pasajeros (clase única)                                | Matrículas                                             | Antigüedad                                             | Notas                                                  |
| --------------- | ----------- | ------- | ------------------------------------------------------ | ------------------------------------------------------ | ------------------------------------------------------ | ------------------------------------------------------ |
| Airbus A320-200 | 13          | —       | 180                                                    | EC-ILQ                                                 | 22,8 años                                              |                                                        |
| Airbus A320-200 | 13          | —       | 180                                                    | EC-ILR                                                 | 22,5 años                                              |                                                        |
| Airbus A320-200 | 13          | —       | 180                                                    | EC-JFH                                                 | 21,3 años                                              |                                                        |
| Airbus A320-200 | 13          | —       | 180                                                    | EC-JFG                                                 | 21,1 años                                              |                                                        |
| Airbus A320-200 | 13          | —       | 180                                                    | EC-KOH                                                 | 20,5 años                                              |                                                        |
| Airbus A320-200 | 13          | —       | 180                                                    | EC-JFN                                                 | 19,8 años                                              |                                                        |
| Airbus A320-200 | 13          | —       | 180                                                    | EC-LAA                                                 | 18,9 años                                              |                                                        |
| Airbus A320-200 | 13          | —       | 180                                                    | EC-MUF                                                 | 17,2 años                                              |                                                        |
| Airbus A320-200 | 13          | —       | 180                                                    | EC-MUK                                                 | 17,1 años                                              |                                                        |
| Airbus A320-200 | 13          | —       | 180                                                    | EC-LUS                                                 | 11,8 años                                              |                                                        |
| Airbus A320-200 | 13          | —       | 180                                                    | EC-LVQ                                                 | 11,6 años                                              |                                                        |
| Airbus A320-200 | 13          | —       | 180                                                    | EC-LYE                                                 | 11,3 años                                              |                                                        |
| Airbus A320-200 | 13          | —       | 180                                                    | EC-LYM                                                 | 11,2 años                                              |                                                        |
| Airbus A321neo  | 12          | —       | 232                                                    | EC-NGP                                                 | 4,5 años                                               |                                                        |
| Airbus A321neo  | 12          | —       | 232                                                    | EC-NIA                                                 | 4,4 años                                               |                                                        |
| Airbus A321neo  | 12          | —       | 232                                                    | EC-NIF                                                 | 4,4 años                                               | "Madrid" sticker                                       |
| Airbus A321neo  | 12          | —       | 232                                                    | EC-NJI                                                 | 4,2 años                                               |                                                        |
| Airbus A321neo  | 12          | —       | 232                                                    | EC-NST                                                 | 2,7 años                                               |                                                        |
| Airbus A321neo  | 12          | —       | 232                                                    | EC-NUD                                                 | 2,2 años                                               |                                                        |
| Airbus A321neo  | 12          | —       | 232                                                    | EC-OAU                                                 | 1,5 años                                               |                                                        |
| Airbus A321neo  | 12          | —       | 232                                                    | EC-OAS                                                 | 1,5 años                                               | “Cirium 2023 Winner” sticker                           |
| Airbus A321neo  | 12          | —       | 232                                                    | EC-OBY                                                 | 1,4 años                                               |                                                        |
| Airbus A321neo  | 12          | —       | 232                                                    | EC-OCC                                                 | 1,3 años                                               |                                                        |
| Airbus A321neo  | 12          | —       | 232                                                    | EC-OCH                                                 | 1,2 años                                               |                                                        |
| Airbus A321neo  | 12          | —       | 232                                                    | EC-OCI                                                 | 1,1 años                                               |                                                        |
| Total           | 25          | —       | Edad media de la flota (diciembre de 2024): 10,3 años. | Edad media de la flota (diciembre de 2024): 10,3 años. | Edad media de la flota (diciembre de 2024): 10,3 años. | Edad media de la flota (diciembre de 2024): 10,3 años. |